# 6-та танкова армія (Третій Рейх)
6-та та́нкова а́рмія СС (нім. 6. SS-Panzerarmee) — оперативне об'єднання сухопутних військ, танкова армія у складі Вермахту (16 грудня 1944 — 2 квітня 1945) та Ваффен-СС (квітень — травень 1945) часів Другої світової війни.

## Історія
6-та танкова армія Вермахту сформована 14 вересня 1944 у Франції. Восені 1944 — бої в північній Франції і Бельгії.
У грудні 1944 року бере активну участь у контрнаступі в Арденнах. У березні-квітні 1945 року — бої в Угорщині. У квітні 1945 армія відступила до Австрії, бої у Відні. На початку травня 1945 року армія відступила в район Лінца.
Після капітуляції Німеччини 8 травня 1945 року здалася американським військам.

## Командування

### Командувачі
- СС-оберстгруппенфюрер і генерал-полковник танкових військ СС Йозеф Дітріх (26 жовтня 1944 — 8 травня 1945).

### Начальники штабів
- генерал-лейтенант Альфред Гаус (14 вересня 1944 — 16 листопада 1944);
- бригадефюрер СС Фріц Кремер (16 листопада 1944 — 8 травня 1945).

## Склад 6-ї танкової армії СС
| З'єднання 6-ї танкової армії СС | |
| Постійні | |
| - 1-й танковий корпус СС (I. SS-Panzerkorps) - 2-й танковий корпус СС (II. SS-Panzerkorps) - 150-та танкова бригада СС (SS Panzer Brigade 150) - 388, 402, 405-й артилерійські корпуси ополчення (Volksartilleriekorps 388/402/405) | |
| Непостійні | |
| 31 грудня 1944 року | - 67-й армійський корпус (LXVII. Armeekorps); - 12-та фольскгренадерська дивізія (LXVII. Armeekorps);                                                                                            |
| 5 березня 1945 року | - 67-й армійський корпус (LXVII. Armeekorps); - 1-й кавалерійський корпус (I. Kavallerie-Korps); - 43-й армійський корпус (XXXXIII. AK); - 2-й угорський армійський корпус (II. ungarisches AK); |
| 12 квітня 1945 року | - командування «Шульц» (Generalkommando Schultz). |
| 8 травня 1945 року | - корпус Брюнау (Korps Brünau). |